# Rafael Moneo

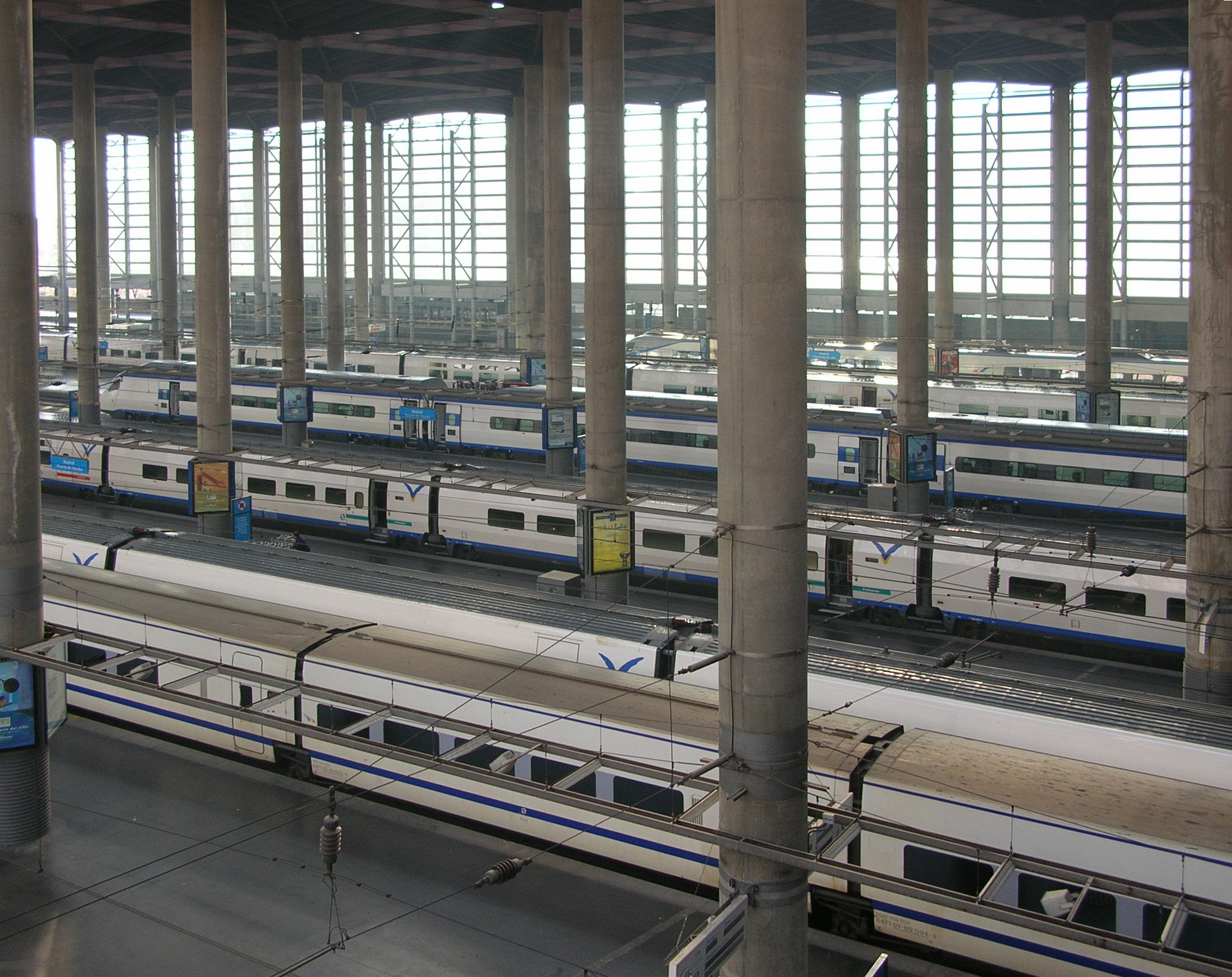
Phần mở rộng của ga Atocha

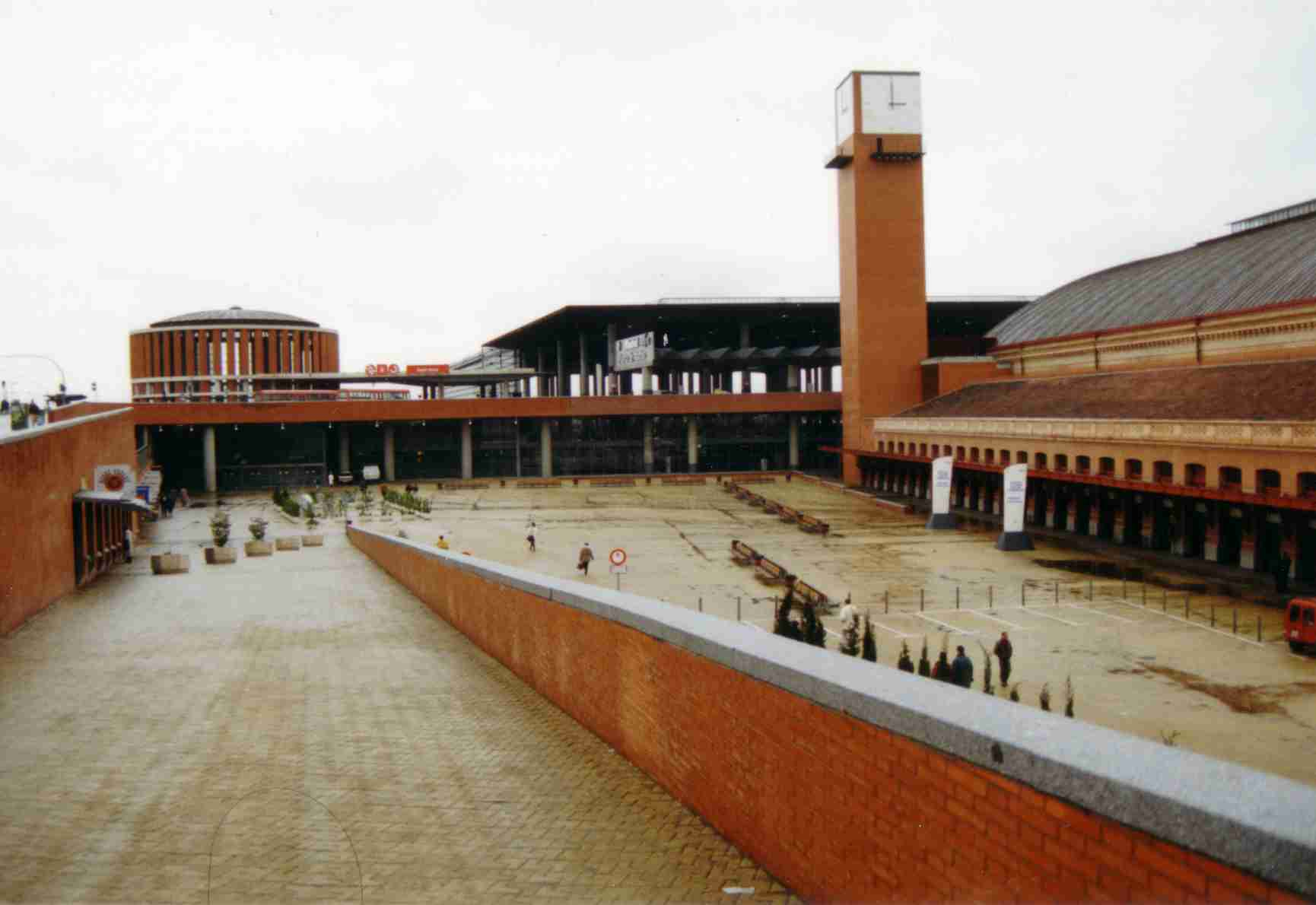
Phần mở rộng của ga Atocha

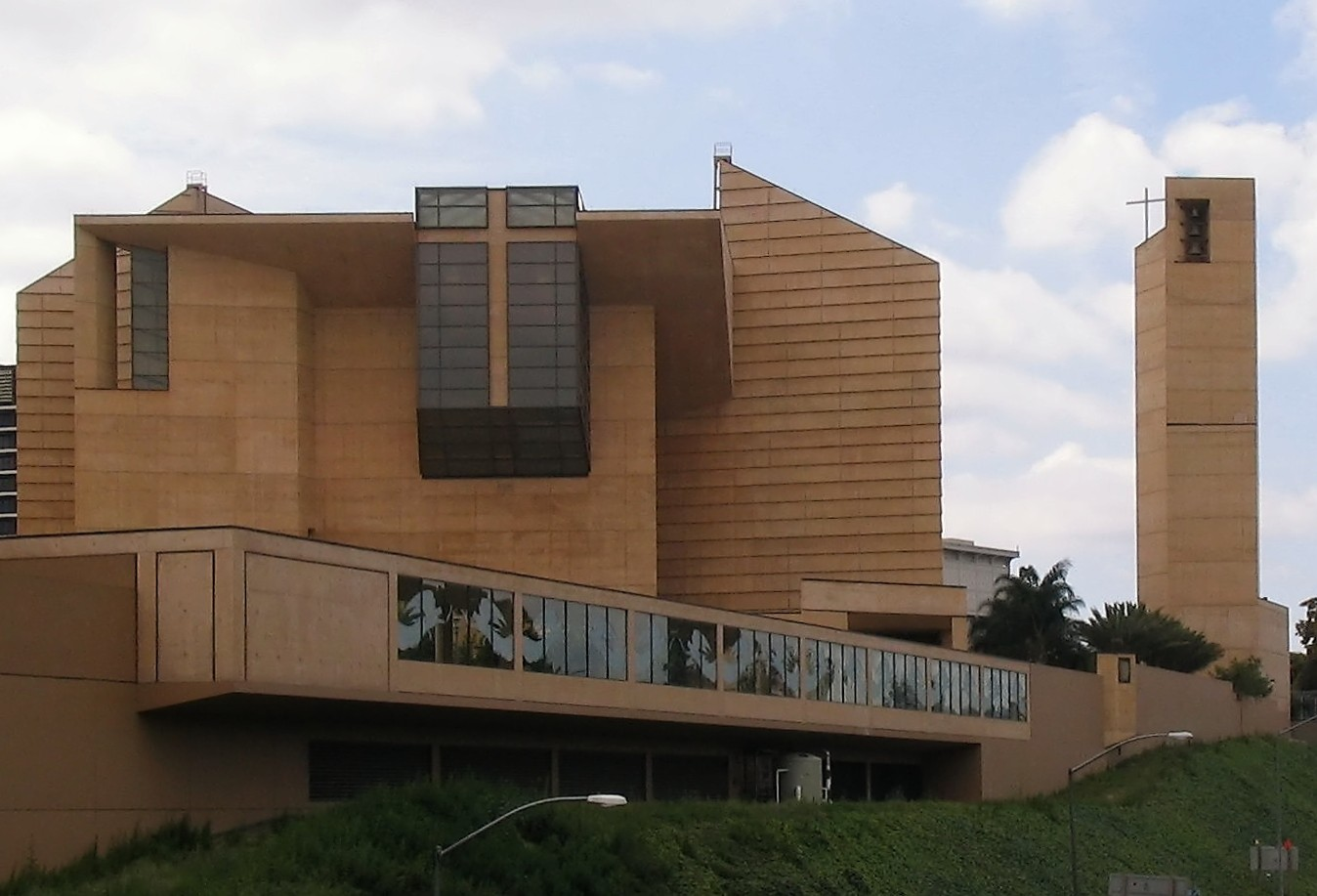
Nhà thờ Đức mẹ của các thiên thần, Los Angeles, Mỹ

José Rafael Moneo Vallés (sinh ngày 9 tháng 5 năm 1937 tại Tudela, Tây Ban Nha) là một kiến trúc sư người Tây Ban Nha. Ông là một kiến trúc sư, nhà lý thuyết kiến trúc và một giáo sư đại học.
Thuở nhỏ Moneo có thích tìm hiểu về triết học thơ ca và ông thực sự không có một khái niệm gì về kiến trúc sư. Tuy nhiên, bố của ông vốn là một kỹ sư công nghiệp đã hướng sự chú ý của ông vào chủ đề này. Năm 1954, Moneo theo học kiến trúc tại Đại học Madrid. Tại đây, ông chịu ảnh hưởng mạnh của giáo sư Leopoldo Torres Balbás, người dạy ông môn lịch sử kiến trúc. Ông cũng làm việc cho kiến trúc sư Francisco Javier Sáenz de Oiza. Sau khi tốt nghiệp năm 1961, Moneo đến Đan Mạch làm việc cho kiến trúc sư Jørn Utzon và tham gia thiết kế công trình nổi tiếng Nhà hát Opera Sydney, Úc. Sau đó, Moneo đã đi khắp bán đảo Scandinavi. Trong thời gian đó, ông đã gặp Alvar Aalto ở Helsinki, Phần Lan.
Năm 1962, Moneo quay về Tây Ban Nha và ông nhận được một học bổng nhỏ của Viện Hàn lâm Tây Ban Nha tại Rome (Academy of Spain in Rome), Ý trong vòng hai năm. Tại đây ông đã có cơ hội gặp gỡ làm quen với nhiều nhân vật nổi tiếng đương thời như Bruno Zevi, Manfredo Tafuri, Paolo Portoghesi. Năm 1965, Moneo quay lại Tây Ban Nha, dạy học và hoàn thành học vị tiến sĩ tại trường Kiến trúc, Đại học Madrid. Năm 1970, ông chuyển sang làm nghiên cứu về lý thuyết kiến trúc tại trường Kiến trúc Barcelona. Năm 1976, Moneo sang Mỹ làm việc theo học bổng của Học viện Nghiên cứu Kiến trúc và Đô thị New York (Institute for Architecture and Urban Studies of New York City) và trường Kiến trúc của Hiệp hội Cooper (Cooper Union Irwin S. Chanin School of Architecture). Trong thời gian này, ông trở thành giáo sư thỉnh giảng của Đại học Harvard, Đại học Princeton và Đại học Lausanne (Thụy Sĩ). Năm 1985, Moneo được bổ nhiệm làm chủ nhiệm khoa Kiến trúc, Đại học Harvard cho đến đầu những năm 1990.
Theo ban giám khảo giải thưởng Pritzker, kiến trúc của Moneo theo chủ nghĩa chiết trung, lấy cảm hứng từ nhiều nguồn khác nhau. Ông chắt lọc qua sự sáng tạo của mình để tạo cho công trình luôn có các dáng vẻ đa dạng khác nhau, phù hợp với bối cảnh thiết kế.

## Giải thưởng
- Huy chương vàng về nghệ thuật, 1992, chính phủ Hoàng gia Tây Ban Nha
- Giải thưởng Danh dự của Hiệp hội kiến trúc sư Mỹ AIA và giải thưởng Hoàng tử Viana của chính phủ vùng Navara, Tây Ban Nha, 1993
- Giải thưởng Danh dự cho thành viên ngoại quốc, Viện Hàn lâm Nghệ thuật và Khoa học Mỹ (American Academy of Arts and Sciences), 1993
- Tiến sĩ danh dự Đại học Công giáo Leuven (Katholieke Universiteit Leuven), Bỉ
- Giải thưởng Arnold W. Brunner của Viện Hàn lâm Nghệ thuật và Văn học Mỹ (American Academy of Arts and Letters)
- Huy chương Vàng kiến trúc của Viện Hàn lâm kiến trúc Pháp. (L'Académie de l'architecture française) 1996
- Giải thưởng Pritzker, 1996
- Huy chương Thomas Jefferson về Kiến trúc (2012)

## Một số công trình thiết kế
- Phòng hòa nhạc Barcelona, 1990
- Bản tàng nghệ thuật hiện đại và kiến trúc, Stockhom, Thụy Điển, 1994
- Trung tâm văn hóa Don Benito ở Badajoz, 1995
- Tòa thị chính Murcia, 1995
- Phòng hòa nhạc và trung tâm văn hóa San Sebastián, 1995
- Nhà thờ Đức mẹ của các Thiên thần, Los Angeles, Mỹ, 1996